# 富熱爾城堡

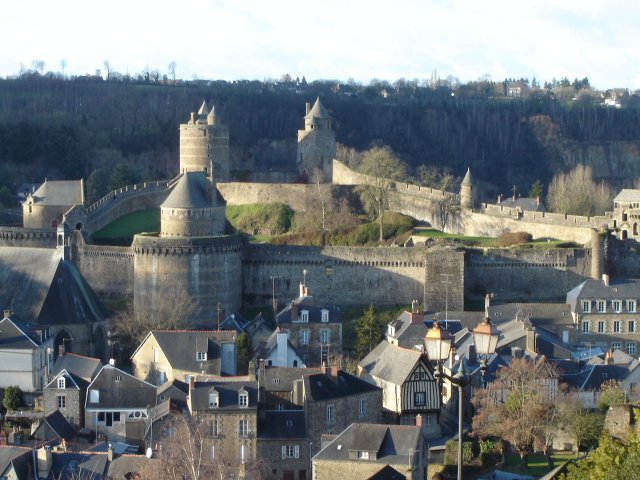

富熱爾城堡（Château de Fougères）是位於法國伊勒-維萊訥省城市富熱爾的一座城堡。這座城堡有三個修建目的，並且有多達13座塔樓。

## 外部連結
- 维基共享资源上的相關多媒體資源：Castle of Fougères
- 官方网站

48°21′13″N 1°12′34″W / 48.3536°N 1.209444°W